# Rolexesh
Rolexesh ist das vierte Studioalbum des deutschen Rappers Olexesh. Das Album erschien am 2. März 2018 über das Frankfurter Independent-Label 385idéal und wird von Universal Music Deutschland vertrieben.

## Hintergrund
Am 12. Dezember 2017 kündigte Olexesh das Album auf seinem Instagram-Account an. Das Cover und der Veröffentlichungstermin wurden ebenfalls geteilt. Am 15. Dezember erschienen mit MOB und Rolexesh die ersten zwei Single-Auskopplungen. Die vollständige Tracklist wurde am 25. Januar 2018 veröffentlicht, einen Tag später folgte die dritte Single Gopnik.
Das Album erschien schließlich am 2. März 2018, zeitgleich veröffentlichte Olexesh das elf Tracks umfassende Mixtape Radioaktiv. Das Album ist im Gangsta-Rap-Stil gehalten. Der Titel ist an die Schweizer Uhrenmarke Rolex angelehnt. Gemischt und gemastert wurde das Album von Lex Barkey.

## Artwork
Auf dem Cover ist Olexesh zu sehen. Das gesamte Bild ist schwarz-weiß gehalten, nur die Uhr und Kette sowie der Titel des Albums sind in goldener Farbe dargestellt.

## Titelliste
| #  | Titel                   | Gastmusiker          | Produzenten              | Länge |
| -- | ----------------------- | -------------------- | ------------------------ | ----- |
| 1  | Rolexesh                |                      | Enginearz                | 3:58  |
| 2  | Gopnik                  |                      | Bazzazian                | 3:20  |
| 3  | Frisch aus dem Block    | Capital Bra          | Reaf                     | 4:07  |
| 4  | Hallo Hallo             |                      | SOTT, Bex                | 3:40  |
| 5  | Geld spielt keine Rolex | Nimo                 | The Cratez               | 3:56  |
| 6  | Trap Brat               |                      | Kountdown                | 4:33  |
| 7  | Hände an der 9          | Azad                 | Bounce Brothas           | 3:13  |
| 8  | MOB                     |                      | Flashbeats               | 3:59  |
| 9  | BWA                     | Celo & Abdi, Hanybal | Drunken Masters          | 4:50  |
| 10 | Idéal der Shit          |                      | Shootdown                | 3:35  |
| 11 | Fake Love               | Ufo361               | Adot Tha God             | 3:56  |
| 12 | Chabba macht Para       |                      | Shootdown                | 3:49  |
| 13 | Niemals                 | Xatar                | Oster                    | 3:28  |
| 14 | Policeman               |                      | Flashbeats               | 4:09  |
| 15 | Schüsse aus’m Benz      | Bonez MC             | Staticbeatz, Don Alfonso | 3:31  |
| 16 | Kill für mich           |                      | Freek van Workum         | 3:58  |

## Rezeption
Dominik Lippe vom Online-Magazin Laut.de bewertete Rolexesh mit vier von fünf Sternen. Olexesh finde sich „auf jeder Produktion zurecht“ und suche „inhaltlich den Schulterschluss mit der alten Schule“.
Das Hip-Hop-Magazin Juice vergab 4,5 von 6 möglichen Kronen. Aus der Sicht des Redakteurs Mathis Raabe neige Olexesh dazu, „sich inhaltlich zu wiederholen“, das Album sei aber dennoch „das beste Album seiner Karriere“. Auch Till Arndt von Rap.de äußerte sich positiv zum Album und lobte besonders die Produktionen sowie die hochkarätigen Gastbeiträge. Rolexesh sei kein „alles überschattendes Meisterwerk“, lasse aber dennoch „den geneigten Rapfan wunschlos glücklich zurück“.
Steffen Uphoff von MZEE.com sieht in Rolexesh „eher ein Ergebnis von Feinschliff als eine Neuerfindung“, das trotz „mangelnder Innovation“ dank „stabiler Umsetzung“ überzeugen kann.

## Chartplatzierungen
Rolexesh stieg in der ersten Woche auf Platz eins in die deutschen Albumcharts ein und konnte sich drei Wochen in den Top 20 sowie insgesamt zwölf Wochen in den Top 100 halten. Damit erreichte es als erstes und bisher einziges Album von Olexesh eine Nummer-eins-Platzierung in Deutschland. Zudem belegte das Album in derselben Woche den ersten Platz in den deutschen Hip-Hop-Charts und blieb dort neun Wochen in den Top 10, sowie die Chartspitze der deutschsprachigen Albumcharts. Auch in Österreich schaffte es das Album auf Platz eins, in der Schweiz erreichte es Platz zwei.
In den deutschen Album-Jahrescharts 2018 belegte Rolexesh Platz 47.
| ChartsChartplatzierungen | Höchstplatzierung | Wochen |
| ------------------------ | ----------------- | ------ |
| Deutschland (GfK)        | 1 (12 Wo.)        | 12     |
| Österreich (Ö3)          | 1 (5 Wo.)         | 5      |
| Schweiz (IFPI)           | 2 (4 Wo.)         | 4      |

| ChartsJahrescharts (2018) | Platzierung |
| ------------------------- | ----------- |
| Deutschland (GfK)         | 47          |